# Parpeçay
Parpeçay település Franciaországban, Indre megyében. Lakosainak száma 222 fő (2018. január 1.). Parpeçay Chabris, Menetou-sur-Nahon, Poulaines, Sainte-Cécile, Sembleçay és Val-Fouzon községekkel határos.

## Népesség
A település népességének változása:
| Lakosok száma | 320  | 260  | 196  | 213  | 246  | 248  | 240  | 224  | 227  | 222  |
|               | 1962 | 1968 | 1982 | 1990 | 1999 | 2008 | 2011 | 2013 | 2017 | 2018 |